# دایجی کوراوچی
دایجی کوراوچی (انگلیسی: Daiji Kurauchi؛ زادهٔ ۱۹۱۳ - درگذشته نامشخص) بازیکن هاکی روی چمن اهل ژاپن بود.